# کفشک جنوبی
کفشک جنوبی (نام علمی: Achiropsettidae) نام یک تیره از راسته کفشک‌ماهی است.